# Virslīga
Virslīga, oficiálně TonyBet Virslīga  je nejvyšší fotbalovou ligovou soutěží v Lotyšsku. Je pořádaná Lotyšskou fotbalovou federací (lotyšsky Latvijas Futbola federācija). Nižší fotbalovou soutěží je Latvijas Pirmā līga.
Od roku 1945 do roku 1991 fungovala v rámci SSSR v systému regionálních sovětských lig pod sovětskou fotbalovou ligou.

## Historické názvy
- 1927—1940, 1992—2005: Virslīga
- 2006—2010: LMT Virslīga [3]
- 2011: Virslīga
- 2012: Latvijas futbola Virslīga (plný název) [4]
- 2013—2015: SMScredit.lv Virslīga [3]
- 2016—2018: SynotTip Virslīga [5]
- 2019—2023: Optibet Virslīga [6][7]
- 2024—dosud: Tonybet Virslīga [8]

## Nejvíce sezon v lize
Jedná se o kompletní seznam klubů, které se zúčastnily 31 sezon od sezóny 1991 až do sezóny 2025 (tučně označené).
- 24 sezon: Skonto FC, FK Ventspils
- 22 sezon: FK Liepājas Metalurgs
- 18 sezon: Dinaburg FC
- 17 sezon: FK Jelgava
- 14 sezon: Valmiera FC, FK Metta
- 12 sezon: SK Blāzma, FK Liepāja
- 11 sezon: FK Daugava Riga, FK Spartaks Jūrmala, FK RFS
- 10 sezon: FK Rīga, Riga FC, BFC Daugavpils
- 9 sezon: FC Daugava Daugavpils
- 8 sezon: FK Latvijas Universitāte - Daugava
- 7 sezon: FK Auda
- 6 sezon: Olimps Rīga
- 5 sezon: FC Jūrmala, FK Tukums 2000
- 4 sezony: Olimpija Rīga, PFK-Daugava Rīga
- 3 sezony: FK DAG Rīga, FB Gulbene, FK Pārdaugava, Skonto-2, FK Starts Brocēni, FK Super Nova, FS Jelgava
- 2 sezony: Ilūkste NSS, Dinaburg FC, FK RKB-Arma Rīga, FC Tranzit, FK Grobiņa
- 1 sezona: SK Babīte, FK Gemma, FK Jaunība Rīga, FK Jūrnieks, FK Auseklis, FK Kvadrats Rīga, FC Noah Jūrmala, FK Venta, FK Vindava, FK Zibens/Zemessardze

## Mistři

### Lotyšská republika
- 1921: nedohráno
- 1922: Ķeizarmežs Riga
- 1923: Ķeizarmežs Riga
- 1924: Riga FK
- 1925: Riga FK
- 1926: Riga FK
- 1927: Olimpija Liepāja
- 1928: Olimpija Liepāja
- 1929: Olimpija Liepāja
- 1930: Riga FK
- 1931: Riga FK
- 1932: ASK Rīga
- 1933: Olimpija Liepāja
- 1934: Riga FK
- 1935: Riga FK
- 1936: Olimpija Liepāja
- 1937/38: Olimpija Liepāja
- 1938/39: Olimpija Liepāja
- 1939/40: Riga FK
- 1940 až 1941: pozastaveno
- 1942: ASK Rīga
- 1943: ASK Rīga

### Lotyšská SSR
- 1945: FK Dinamo Riga
- 1946: Daugava Liepāja
- 1947: Daugava Liepāja
- 1948: PAK Zhmylov
- 1949: FK Liepājas Metalurgs
- 1950: FK AVN Riga
- 1951: FK Liepājas Metalurgs
- 1952: FK AVN Riga
- 1953: FK Liepājas Metalurgs
- 1954: FK Liepājas Metalurgs
- 1955: Darba Rezerves
- 1956: FK AVN Riga
- 1957: FK Liepājas Metalurgs
- 1958: FK AVN Riga
- 1959: FK REZ Rigy
- 1960: FK AVN Riga
- 1961: FK AVN Riga
- 1962: FK AVN Riga
- 1963: FK AVN Riga
- 1964: FK AVN Riga
- 1965: FK AVN Riga
- 1966: FK ESR Riga
- 1967: FK ESR Riga
- 1968: FK Starts Brocēni
- 1969: FK Venta
- 1970: FK VEF Riga
- 1971: FK VEF Riga
- 1972: FK Jūrnieks
- 1973: FK VEF Riga
- 1974: FK VEF Riga
- 1975: FK VEF Riga
- 1976: FK ESR Riga
- 1977: FK ESR Riga
- 1978: FK Auseklis
- 1979: FK Alfa Riga
- 1980: FK Auseklis
- 1981: FK Alfa Riga
- 1982: FK Alfa Riga
- 1983: FK VEF Riga
- 1984: FK Torpedo Riga
- 1985: FK Alfa Riga
- 1986: FK Torpedo Riga
- 1987: FK Torpedo Riga
- 1988: FK Jelgava
- 1989: FK Jelgava
- 1990: FK Gauja

### Lotyšská republika
Od roku 1990 po získání nezávislosti na SSSR
- 1991: Skonto FC (1. titul)
- 1992: Skonto FC (2)
- 1993: Skonto FC (3)
- 1994: Skonto FC (4)
- 1995: Skonto FC (5)
- 1996: Skonto FC (6)
- 1997: Skonto FC (7)
- 1998: Skonto FC (8)
- 1999: Skonto FC (9)
- 2000: Skonto FC (10)
- 2001: Skonto FC (11)
- 2002: Skonto FC (12)
- 2003: Skonto FC (13)
- 2004: Skonto FC (14)
- 2005: FK Liepājas Metalurgs (1)
- 2006: FK Ventspils (1)
- 2007: FK Ventspils (2)
- 2008: FK Ventspils (3)
- 2009: FK Liepājas Metalurgs (2)
- 2010: Skonto FC (15)
- 2011: FK Ventspils (4)
- 2012: FC Daugava Daugavpils (1)
- 2013: FK Ventspils (5)
- 2014: FK Ventspils (6)
- 2015: FK Liepāja (1)
- 2016: FK Spartaks Jūrmala (1)
- 2017: FK Spartaks Jūrmala (2)
- 2018: Riga FC (1)
- 2019: Riga FC (2)
- 2020: Riga FC (3)
- 2021: FK RFS (1)
- 2022: Valmiera FC (1)
- 2023: FK RFS (2)
- 2024: FK RFS (3)
- 2025:

## Nejlepší kluby v historii - podle počtu titulů
Počítá se jen za období samostatnosti ligy v letech 1921–1944 a od roku 1991.
| Vítězové nejvyšší ligové soutěže |        |                                                                                          |
| Klub                             | Tituly | Vítězné ročníky                                                                          |
| Skonto FC                        | 15     | 1991, 1992, 1993, 1994, 1995, 1996, 1997, 1998, 1999, 2000, 2001, 2002, 2003, 2004, 2010 |
| RFK Riga                         | 8      | 1924, 1925, 1926, 1930, 1931, 1934, 1935, 1939/40                                        |
| Olimpija Liepāja                 | 7      | 1927, 1928, 1929, 1933, 1936, 1937/38, 1938/39                                           |
| FK Ventspils                     | 6      | 2006, 2007, 2008, 2011, 2013, 2014                                                       |
| ASK Riga                         | 3      | 1932, 1942, 1943                                                                         |
| Riga FC                          | 3      | 2018, 2019, 2020                                                                         |
| FK RFS                           | 2      | 2021, 2023, 2024                                                                         |
| Liepājas Metalurgs               | 2      | 2005, 2009                                                                               |
| Kaiserwald Riga                  | 2      | 1922, 1923                                                                               |
| FK Spartaks Jūrmala              | 2      | 2016, 2017                                                                               |
| FC Daugava Daugavpils            | 1      | 2012                                                                                     |
| FK Liepāja                       | 1      | 2015                                                                                     |
| Valmiera FC                      | 1      | 2022                                                                                     |